# Genomoviridae
Genomoviridae es una familia de virus de ADN que infectan hongos. Contiene nueve géneros identificados.

## Descripción
Los viriones son pequeños con cápsides icosaédricas de 20–22 nm de diámetro. Carecen de envoltura vírica. El genoma es de ADN monocatenario de 2.2–2.4 kilobases y con una secuencia de 2,166 nucleótidos. El genoma es circular y codifica una proteína (rep) que permite una replicación en círculo rodante, mientras que las demás proteínas las codifica para la formación de la cápside. La replicación se produce en el citoplasma.
Genomoviridae es un clado monofilético bien apoyado en filogenias basadas en el genoma y por filogenias de genes marcadores (concatenados). Los miembros de la familia comparten al menos un 78 % de identidad en secuencia de nucleótidos. Los análisis filogenéticos indican que esta familia esta estrechamente emparentada con la familia Geminiviridae que infectan plantas. Estos últimos son clasificados en la clase Repensiviricetes.

## Taxonomía
Se han descrito los siguientes géneros:
- Gemycircularvirus
- Gemyduguivirus
- Gemygorvirus
- Gemykibivirus
- Gemykolovirus
- Gemykrogvirus
- Gemykroznavirus
- Gemytondvirus
- Gemyvongvirus